# Tour d'Andalousie 2014
La 60e édition du Tour d'Andalousie a eu lieu du 19 au 23 février 2014. La course fait partie du calendrier UCI Europe Tour 2014 en catégorie 2.1.
L'épreuve a été remportée une troisième fois consécutive par l'Espagnol Alejandro Valverde (Movistar) après ses succès de 2012 et 2013. Valverde, vainqueur du prologue et des deux étapes suivantes, s'impose de 31 s devant l'Australien Richie Porte (Sky) et de 33 s devant son compatriote Luis León Sánchez (Caja Rural-Seguros RGA),,,,,.
Valverde remporte également le classement par points et du combiné, le Belge Tom Van Asbroeck (Topsport Vlaanderen-Baloise) celui de meilleur grimpeur et le Kazakh Andrey Zeits (Astana) celui des sprints intermédiaires (Metas Volantes). La formation kazakhe Astana de ce dernier termine meilleure équipe tandis que l'Espagnol Luis Ángel Maté (Cofidis) finit meilleur Andalou.

## Présentation
,,,,

### Parcours
,,,

### Équipes
Classé en catégorie 2.1 de l'UCI Europe Tour, le Tour d'Andalousie est par conséquent ouvert aux UCI ProTeams dans la limite de 50 % des équipes participantes, aux équipes continentales professionnelles, aux équipes continentales et aux équipes nationales.
L'organisateur a communiqué la liste des premières équipes invitées le 10 janvier 2014 avant que l'équipe Euskadi ne soit annoncée présente le 10 février 2014. 19 équipes participent à ce Tour d'Andalousie - 7 ProTeams, 7 équipes continentales professionnelles et 5 équipes continentales :
| Nom de l'équipe     | Pays        | Code |
| ------------------- | ----------- | ---- |
| Astana              | Kazakhstan  | AST  |
| Belkin              | Pays-Bas    | BEL  |
| Giant-Shimano       | Pays-Bas    | GIA  |
| Lotto-Belisol       | Belgique    | LTB  |
| Movistar            | Espagne     | MOV  |
| Sky                 | Royaume-Uni | SKY  |
| Trek Factory Racing | États-Unis  | TFR  |

| Nom de l'équipe             | Pays           | Code |
| --------------------------- | -------------- | ---- |
| Caja Rural-Seguros RGA      | Espagne        | CJR  |
| CCC Polsat Polkowice        | Pologne        | CCC  |
| Cofidis                     | France         | COF  |
| MTN-Qhubeka                 | Afrique du Sud | MTN  |
| Novo Nordisk                | États-Unis     | TNN  |
| Topsport Vlaanderen-Baloise | Belgique       | TSV  |
| Wanty-Groupe Gobert         | Belgique       | WGG  |

| Nom de l'équipe      | Pays     | Code |
| -------------------- | -------- | ---- |
| ActiveJet            | Pologne  | AJT  |
| Ecuador              | Équateur | ECU  |
| Etixx                | Tchéquie | ETI  |
| Euskadi              | Espagne  | EUK  |
| Rabobank Development | Pays-Bas | RDT  |

### Favoris
,,,,,,,,,,,,,

## Étapes
| Étape     | Date       | Villes étapes               |  | Distance (km) | Vainqueur d’étape  | Leader du classement général |
| --------- | ---------- | --------------------------- |  | ------------- | ------------------ | ---------------------------- |
| Prologue  | 19 février | Almería - Almería           |  | 7,3           | Alejandro Valverde | Alejandro Valverde           |
| 1re étape | 20 février | Vélez-Málaga - Jaén         |  | 186,6         | Alejandro Valverde | Alejandro Valverde           |
| 2e étape  | 21 février | La Guardia de Jaén - Cabra  |  | 197,1         | Alejandro Valverde | Alejandro Valverde           |
| 3e étape  | 22 février | Sanlúcar la Mayor - Séville |  | 183,7         | Gerald Ciolek      | Alejandro Valverde           |
| 4e étape  | 23 février | Ubrique - Fuengirola        |  | 159,8         | Moreno Hofland     | Alejandro Valverde           |

## Déroulement de la course

### Prologue
19 équipes inscrivent 7 coureurs. 133 coureurs sont donc au départ de la course,,,,.
|    | Coureur            | Équipe              |    | Temps      |
| -- | ------------------ | ------------------- | -- | ---------- |
| 1  | Alejandro Valverde | Movistar            | en | 8 min 22 s |
| 2  | Tom Dumoulin       | Giant-Shimano       | +  | 7 s        |
| 3  | Ion Izagirre       | Movistar            |    | 9 s        |
| 4  | Vasil Kiryienka    | Sky                 |    | 13 s       |
| 5  | Geraint Thomas     | Sky                 |    | 14 s       |
| 6  | Bradley Wiggins    | Sky                 |    | 14 s       |
| 7  | Richie Porte       | Sky                 |    | 15 s       |
| 8  | Javier Moreno      | Movistar            |    | 15 s       |
| 9  | Simon Geschke      | Giant-Shimano       |    | 16 s       |
| 10 | Haimar Zubeldia    | Trek Factory Racing |    | 16 s       |

|    | Coureur            | Équipe              |    | Temps      |
| -- | ------------------ | ------------------- | -- | ---------- |
| 1  | Alejandro Valverde | Movistar            | en | 8 min 22 s |
| 2  | Tom Dumoulin       | Giant-Shimano       | +  | 7 s        |
| 3  | Ion Izagirre       | Movistar            |    | 9 s        |
| 4  | Vasil Kiryienka    | Sky                 |    | 13 s       |
| 5  | Geraint Thomas     | Sky                 |    | 14 s       |
| 6  | Bradley Wiggins    | Sky                 |    | 14 s       |
| 7  | Richie Porte       | Sky                 |    | 15 s       |
| 8  | Javier Moreno      | Movistar            |    | 15 s       |
| 9  | Simon Geschke      | Giant-Shimano       |    | 16 s       |
| 10 | Haimar Zubeldia    | Trek Factory Racing |    | 16 s       |

### 1reétape
,,,
|    | Coureur            | Équipe                 |    | Temps           |
| -- | ------------------ | ---------------------- | -- | --------------- |
| 1  | Alejandro Valverde | Movistar               | en | 5 h 08 min 57 s |
| 2  | Bauke Mollema      | Belkin                 | +  | 4 s             |
| 3  | Davide Rebellin    | CCC Polsat Polkowice   |    | 4 s             |
| 4  | Richie Porte       | Sky                    |    | 4 s             |
| 5  | Luis León Sánchez  | Caja Rural-Seguros RGA |    | 4 s             |
| 6  | Julien Simon       | Cofidis                |    | 11 s            |
| 7  | Daniel Navarro     | Cofidis                |    | 12 s            |
| 8  | Ion Izagirre       | Movistar               |    | 15 s            |
| 9  | Thomas Degand      | Wanty-Groupe Gobert    |    | 16 s            |
| 10 | Tanel Kangert      | Astana                 |    | 17 s            |

|    | Coureur            | Équipe                 |    | Temps           |
| -- | ------------------ | ---------------------- | -- | --------------- |
| 1  | Alejandro Valverde | Movistar               | en | 5 h 17 min 19 s |
| 2  | Richie Porte       | Sky                    | +  | 19 s            |
| 3  | Luis León Sánchez  | Caja Rural-Seguros RGA |    | 21 s            |
| 4  | Ion Izagirre       | Movistar               |    | 24 s            |
| 5  | Haimar Zubeldia    | Trek Factory Racing    |    | 37 s            |
| 6  | Tanel Kangert      | Astana                 |    | 38 s            |
| 7  | Bauke Mollema      | Belkin                 |    | 39 s            |
| 8  | Julien Simon       | Cofidis                |    | 40 s            |
| 9  | Davide Rebellin    | CCC Polsat Polkowice   |    | 43 s            |
| 10 | Geraint Thomas     | Sky                    |    | 44 s            |

### 2eétape
,,,
|    | Coureur            | Équipe                 |    | Temps           |
| -- | ------------------ | ---------------------- | -- | --------------- |
| 1  | Alejandro Valverde | Movistar               | en | 5 h 02 min 53 s |
| 2  | Luis León Sánchez  | Caja Rural-Seguros RGA | +  | 1 s             |
| 3  | Daniel Navarro     | Cofidis                |    | 1 s             |
| 4  | Michele Scarponi   | Astana                 |    | 1 s             |
| 5  | Richie Porte       | Sky                    |    | 1 s             |
| 6  | Thomas Degand      | Wanty-Groupe Gobert    |    | 5 s             |
| 7  | Bauke Mollema      | Belkin                 |    | 5 s             |
| 8  | Tanel Kangert      | Astana                 |    | 5 s             |
| 9  | Marcos García      | Caja Rural-Seguros RGA |    | 9 s             |
| 10 | Rubén Plaza        | Movistar               |    | 9 s             |

|    | Coureur            | Équipe                 |    | Temps            |
| -- | ------------------ | ---------------------- | -- | ---------------- |
| 1  | Alejandro Valverde | Movistar               | en | 10 h 20 min 12 s |
| 2  | Richie Porte       | Sky                    | +  | 20 s             |
| 3  | Luis León Sánchez  | Caja Rural-Seguros RGA |    | 22 s             |
| 4  | Ion Izagirre       | Movistar               |    | 33 s             |
| 5  | Tanel Kangert      | Astana                 |    | 43 s             |
| 6  | Bauke Mollema      | Belkin                 |    | 44 s             |
| 7  | Thomas Degand      | Wanty-Groupe Gobert    |    | 51 s             |
| 8  | Daniel Navarro     | Cofidis                |    | 55 s             |
| 9  | Michele Scarponi   | Astana                 |    | 1 min 02 s       |
| 10 | Luis Ángel Maté    | Cofidis                |    | 1 min 24 s       |

### 3eétape
,,,
|    | Coureur              | Équipe                      |    | Temps           |
| -- | -------------------- | --------------------------- | -- | --------------- |
| 1  | Gerald Ciolek        | MTN-Qhubeka                 | en | 4 h 17 min 39 s |
| 2  | Roy Jans             | Wanty-Groupe Gobert         | +  | m.t             |
| 3  | Moreno Hofland       | Belkin                      |    | m.t             |
| 4  | Nikias Arndt         | Giant-Shimano               |    | m.t             |
| 5  | Tom Van Asbroeck     | Topsport Vlaanderen-Baloise |    | m.t             |
| 6  | Jens Debusschere     | Lotto-Belisol               |    | m.t             |
| 7  | Edvald Boasson Hagen | Sky                         |    | m.t             |
| 8  | Fabio Silvestre      | Trek Factory Racing         |    | m.t             |
| 9  | Kenneth Vanbilsen    | Topsport Vlaanderen-Baloise |    | m.t             |
| 10 | Davide Viganò        | Caja Rural-Seguros RGA      |    | m.t             |

|    | Coureur            | Équipe                 |    | Temps            |
| -- | ------------------ | ---------------------- | -- | ---------------- |
| 1  | Alejandro Valverde | Movistar               | en | 14 h 37 min 51 s |
| 2  | Richie Porte       | Sky                    | +  | 20 s             |
| 3  | Luis León Sánchez  | Caja Rural-Seguros RGA |    | 22 s             |
| 4  | Ion Izagirre       | Movistar               |    | 33 s             |
| 5  | Tanel Kangert      | Astana                 |    | 43 s             |
| 6  | Bauke Mollema      | Belkin                 |    | 44 s             |
| 7  | Thomas Degand      | Wanty-Groupe Gobert    |    | 51 s             |
| 8  | Daniel Navarro     | Cofidis                |    | 55 s             |
| 9  | Michele Scarponi   | Astana                 |    | 1 min 02 s       |
| 10 | Luis Ángel Maté    | Cofidis                |    | 1 min 24 s       |

### 4eétape
,,,,,
|    | Coureur              | Équipe                      |    | Temps           |
| -- | -------------------- | --------------------------- | -- | --------------- |
| 1  | Moreno Hofland       | Belkin                      | en | 4 h 09 min 53 s |
| 2  | Nikias Arndt         | Giant-Shimano               | +  | 0 s             |
| 3  | Kenneth Vanbilsen    | Topsport Vlaanderen-Baloise |    | 0 s             |
| 4  | Tom Van Asbroeck     | Topsport Vlaanderen-Baloise |    | 1 s             |
| 5  | Edward Theuns        | Topsport Vlaanderen-Baloise |    | 1 s             |
| 6  | Davide Viganò        | Caja Rural-Seguros RGA      |    | 1 s             |
| 7  | Edvald Boasson Hagen | Sky                         |    | 1 s             |
| 8  | Ion Izagirre         | Movistar                    |    | 1 s             |
| 9  | Daniel Hoelgaard     | Etixx                       |    | 1 s             |
| 10 | Alejandro Valverde   | Movistar                    |    | 1 s             |

|    | Coureur            | Équipe                 |    | Temps            |
| -- | ------------------ | ---------------------- | -- | ---------------- |
| 1  | Alejandro Valverde | Movistar               | en | 18 h 47 min 45 s |
| 2  | Richie Porte       | Sky                    | +  | 31 s             |
| 3  | Luis León Sánchez  | Caja Rural-Seguros RGA |    | 33 s             |
| 4  | Ion Izagirre       | Movistar               |    | 33 s             |
| 5  | Tanel Kangert      | Astana                 |    | 43 s             |
| 6  | Bauke Mollema      | Belkin                 |    | 55 s             |
| 7  | Thomas Degand      | Wanty-Groupe Gobert    |    | 1 min 02 s       |
| 8  | Daniel Navarro     | Cofidis                |    | 1 min 06 s       |
| 9  | Michele Scarponi   | Astana                 |    | 1 min 13 s       |
| 10 | Luis Ángel Maté    | Cofidis                |    | 1 min 24 s       |

## Classements finals

### Classement général
|    | Cycliste           | Pays      | Équipe                 |    | Temps            |
| -- | ------------------ | --------- | ---------------------- | -- | ---------------- |
| 1  | Alejandro Valverde | Espagne   | Movistar               | en | 18 h 47 min 45 s |
| 2  | Richie Porte       | Australie | Sky                    | +  | 31 s             |
| 3  | Luis León Sánchez  | Espagne   | Caja Rural-Seguros RGA |    | 33 s             |
| 4  | Ion Izagirre       | Espagne   | Movistar               |    | 33 s             |
| 5  | Tanel Kangert      | Estonie   | Astana                 |    | 43 s             |
| 6  | Bauke Mollema      | Pays-Bas  | Belkin                 |    | 55 s             |
| 7  | Thomas Degand      | Belgique  | Wanty-Groupe Gobert    |    | 1 min 02 s       |
| 8  | Daniel Navarro     | Espagne   | Cofidis                |    | 1 min 06 s       |
| 9  | Michele Scarponi   | Italie    | Astana                 |    | 1 min 13 s       |
| 10 | Luis Ángel Maté    | Espagne   | Cofidis                |    | 1 min 24 s       |

### Classements annexes
|   | Cycliste           | Équipe   | Points |
| - | ------------------ | -------- | ------ |
| 1 | Alejandro Valverde | Movistar | 81     |
| 2 | Moreno Hofland     | Belkin   | 41     |
| 3 | Ion Izagirre       | Movistar | 38     |

|   | Cycliste         | Équipe                      | Points |
| - | ---------------- | --------------------------- | ------ |
| 1 | Tom Van Asbroeck | Topsport Vlaanderen-Baloise | 27     |
| 2 | Linus Gerdemann  | MTN-Qhubeka                 | 19     |
| 3 | David Lozano     | Novo Nordisk                | 17     |

|   | Cycliste       | Équipe                      | Points |
| - | -------------- | --------------------------- | ------ |
| 1 | Andrey Zeits   | Astana                      | 8      |
| 2 | Edward Theuns  | Topsport Vlaanderen-Baloise | 6      |
| 3 | Jakob Fuglsang | Astana                      | 4      |

|   | Équipe                 | Pays        |    | Temps            |
| - | ---------------------- | ----------- | -- | ---------------- |
| 1 | Astana                 | Kazakhstan  | en | 56 h 27 min 08 s |
| 2 | Caja Rural-Seguros RGA | Espagne     | +  | 2 s              |
| 3 | Sky                    | Royaume-Uni |    | 17 s             |

|   | Cycliste           | Équipe                 | Points |
| - | ------------------ | ---------------------- | ------ |
| 1 | Alejandro Valverde | Movistar               | 5      |
| 2 | Luis León Sánchez  | Caja Rural-Seguros RGA | 9      |
| 3 | Richie Porte       | Sky                    | 20     |

|   | Cycliste        | Équipe                 |    | Temps            |
| - | --------------- | ---------------------- | -- | ---------------- |
| 1 | Luis Ángel Maté | Cofidis                | en | 18 h 49 min 09 s |
| 2 | Antonio Piedra  | Caja Rural-Seguros RGA | +  | 5 min 14 s       |
| 3 | Pablo Lechuga   | Euskadi                |    | 15 min 21 s      |

## Évolution des classements
| Étape              | Vainqueur          | Classement général | Classement par points | Classement de la montagne | Classement des Metas Volantes | Classement par équipes |
| ------------------ | ------------------ | ------------------ | --------------------- | ------------------------- | ----------------------------- | ---------------------- |
| P                  | Alejandro Valverde | Alejandro Valverde | Alejandro Valverde    | Non décerné               | Non décerné                   | Movistar               |
| 1                  | Alejandro Valverde | Alejandro Valverde | Alejandro Valverde    | Tom Van Asbroeck          | Javier Aramendia              | Movistar               |
| 2                  | Alejandro Valverde | Alejandro Valverde | Alejandro Valverde    | Tom Van Asbroeck          | Andrey Zeits                  | Astana                 |
| 3                  | Gerald Ciolek      | Alejandro Valverde | Alejandro Valverde    | Tom Van Asbroeck          | Andrey Zeits                  | Astana                 |
| 4                  | Moreno Hofland     | Alejandro Valverde | Alejandro Valverde    | Tom Van Asbroeck          | Andrey Zeits                  | Astana                 |
| Classements finals | Classements finals | Alejandro Valverde | Alejandro Valverde    | Tom Van Asbroeck          | Andrey Zeits                  | Astana                 |

## Liste des participants
- Liste de départ complète

| Légende | Légende                                                                                                  | Légende | Légende                                                                                         |
| ------- | --- | ------- | ----------------------------------------------------------------------------------------------- |
| Num     | Dossard de départ porté par le coureur sur ce Tour d'Andalousie                                          | Pos     | Position finale au classement général                                                           |
|         | Indique le vainqueur du classement général                                                               |         | Indique le vainqueur du classement par points                                                   |
|         | Indique le vainqueur du classement de la montagne                                                        |         | Indique le vainqueur du classement des Metas Volantes                                           |
|         | Indique un maillot de champion national ou mondial, suivi de sa spécialité                               | #       | Indique la meilleure équipe                                                                     |
| NP      | Indique un coureur qui n'a pas pris le départ d'une étape, suivi du numéro de l'étape où il s'est retiré | AB      | Indique un coureur qui n'a pas terminé une étape, suivi du numéro de l'étape où il s'est retiré |
| HD      | Indique un coureur qui a terminé une étape hors des délais, suivi du numéro de l'étape                   |         |                                                                                                 |

| Movistar MOV | Movistar MOV             | Movistar MOV |
| ------------ | ------------------------ | ------------ |
| Num          | Coureur                  | Pos          |
| 1            | Alejandro Valverde (ESP) | 1er          |
| 2            | Javier Moreno (ESP)      | 89e          |
| 3            | Rubén Plaza (ESP)        | 44e          |
| 4            | José Herrada (ESP)       | 37e          |
| 5            | Ion Izagirre (ESP)       | 4e           |
| 6            | Imanol Erviti (ESP)      | 99e          |
| 7            | Eros Capecchi (ITA)      | 106e         |

| Lotto-Belisol LTB | Lotto-Belisol LTB       | Lotto-Belisol LTB |
| ----------------- | ----------------------- | ----------------- |
| Num               | Coureur                 | Pos               |
| 11                | Jelle Vanendert (BEL)   | 49e               |
| 12                | Gregory Henderson (NZL) | 103e              |
| 13                | Maxime Monfort (BEL)    | 22e               |
| 14                | Bart De Clercq (BEL)    | 15e               |
| 15                | Tim Wellens (BEL)       | 63e               |
| 16                | Frederik Willems (BEL)  | 98e               |
| 17                | Jens Debusschere (BEL)  | 80e               |

| Astana # AST | Astana # AST              | Astana # AST |
| ------------ | ------------------------- | ------------ |
| Num          | Coureur                   | Pos          |
| 21           | Michele Scarponi (ITA)    | 9e           |
| 22           | Jakob Fuglsang (DEN)      | 46e          |
| 23           | Paolo Tiralongo (ITA)     | 20e          |
| 24           | Tanel Kangert (EST) (Clm) | 5e           |
| 25           | Alexey Lutsenko (KAZ)     | 56e          |
| 26           | Fredrik Kessiakoff (SWE)  | 35e          |
| 27           | Andrey Zeits (KAZ)        | 60e          |

| Giant-Shimano GIA | Giant-Shimano GIA   | Giant-Shimano GIA |
| ----------------- | ------------------- | ----------------- |
| Num               | Coureur             | Pos               |
| 31                | Tom Dumoulin (NED)  | 39e               |
| 32                | Marcel Kittel (GER) | AB-1              |
| 33                | Simon Geschke (GER) | 69e               |
| 34                | Daan Olivier (NED)  | NP-5              |
| 35                | Tom Veelers (NED)   | AB-5              |
| 36                | Luka Mezgec (SLO)   | NP-3              |
| 37                | Nikias Arndt (GER)  | 108e              |

| Trek Factory Racing TFR | Trek Factory Racing TFR        | Trek Factory Racing TFR |
| ----------------------- | ------------------------------ | ----------------------- |
| Num                     | Coureur                        | Pos                     |
| 41                      | Markel Irizar (ESP)            | 50e                     |
| 42                      | Danilo Hondo (GER)             | 94e                     |
| 43                      | Jens Voigt (GER)               | 112e                    |
| 44                      | Haimar Zubeldia (ESP)          | 14e                     |
| 45                      | Julián Arredondo (COL)         | 29e                     |
| 46                      | Fabio Silvestre (POR)          | 91e                     |
| 47                      | Kristof Vandewalle (BEL) (Clm) | 33e                     |

| Sky SKY | Sky SKY                          | Sky SKY |
| ------- | -------------------------------- | ------- |
| Num     | Coureur                          | Pos     |
| 51      | Bradley Wiggins (GBR)            | 71e     |
| 52      | Richie Porte (AUS)               | 2e      |
| 53      | Geraint Thomas (GBR)             | 11e     |
| 54      | Vasil Kiryienka (BLR)            | 31e     |
| 55      | Peter Kennaugh (GBR)             | NP-5    |
| 56      | Edvald Boasson Hagen (NOR) (Clm) | 40e     |
| 57      | Xabier Zandio (ESP)              | 72e     |

| Belkin BEL | Belkin BEL                 | Belkin BEL |
| ---------- | -------------------------- | ---------- |
| Num        | Coureur                    | Pos        |
| 61         | Bauke Mollema (NED)        | 6e         |
| 62         | Jonathan Hivert (FRA)      | 57e        |
| 63         | Laurens ten Dam (NED)      | 27e        |
| 64         | Nick van der Lijke (NED)   | 100e       |
| 65         | Lars Petter Nordhaug (NOR) | 26e        |
| 66         | Moreno Hofland (NED)       | 83e        |
| 67         | Dennis van Winden (NED)    | NP-5       |

| Cofidis COF | Cofidis COF             | Cofidis COF |
| ----------- | ----------------------- | ----------- |
| Num         | Coureur                 | Pos         |
| 71          | Luis Ángel Maté (ESP)   | 10e         |
| 72          | Edwig Cammaerts (BEL)   | 59e         |
| 73          | Daniel Navarro (ESP)    | 8e          |
| 74          | Yoann Bagot (FRA)       | 52e         |
| 75          | Romain Zingle (BEL)     | 61e         |
| 76          | Stéphane Poulhiès (FRA) | 110e        |
| 77          | Julien Simon (FRA)      | 19e         |

| Caja Rural-Seguros RGA CJR | Caja Rural-Seguros RGA CJR | Caja Rural-Seguros RGA CJR |
| -------------------------- | -------------------------- | -------------------------- |
| Num                        | Coureur                    | Pos                        |
| 81                         | Luis León Sánchez (ESP)    | 3e                         |
| 82                         | Antonio Piedra (ESP)       | 30e                        |
| 83                         | David Arroyo (ESP)         | 21e                        |
| 84                         | Marcos García (ESP)        | 12e                        |
| 85                         | Amets Txurruka (ESP)       | 23e                        |
| 86                         | Javier Aramendia (ESP)     | 84e                        |
| 87                         | Davide Viganò (ITA)        | 65e                        |

| Topsport Vlaanderen-Baloise TSV | Topsport Vlaanderen-Baloise TSV | Topsport Vlaanderen-Baloise TSV |
| ------------------------------- | ------------------------------- | ------------------------------- |
| Num                             | Coureur                         | Pos                             |
| 91                              | Tim Declercq (BEL)              | 42e                             |
| 92                              | Stijn Steels (BEL)              | 58e                             |
| 93                              | Eliot Lietaer (BEL)             | 25e                             |
| 94                              | Yves Lampaert (BEL)             | 55e                             |
| 95                              | Edward Theuns (BEL)             | 41e                             |
| 96                              | Kenneth Vanbilsen (BEL)         | 97e                             |
| 97                              | Tom Van Asbroeck (BEL)          | 47e                             |

| CCC Polsat Polkowice CCC | CCC Polsat Polkowice CCC | CCC Polsat Polkowice CCC |
| ------------------------ | ------------------------ | ------------------------ |
| Num                      | Coureur                  | Pos                      |
| 101                      | Davide Rebellin (ITAP)   | 18e                      |
| 102                      | Adrian Honkisz (POL)     | 45e                      |
| 103                      | Łukasz Owsian (POL)      | 38e                      |
| 104                      | Tomasz Marczyński (POL)  | 32e                      |
| 105                      | Branislau Samoilau (BLR) | 92e                      |
| 106                      | Maciej Paterski (POL)    | 34e                      |
| 107                      | Adrian Kurek (POL)       | 64e                      |

| MTN-Qhubeka MTN | MTN-Qhubeka MTN                 | MTN-Qhubeka MTN |
| --------------- | ------------------------------- | --------------- |
| Num             | Coureur                         | Pos             |
| 111             | Sergio Pardilla (ESP)           | 13e             |
| 112             | Gerald Ciolek (GER)             | 81e             |
| 113             | Andreas Stauff (GER)            | 113e            |
| 114             | Linus Gerdemann (GER)           | 77e             |
| 115             | Ignatas Konovalovas (LTU) (Clm) | 101e            |
| 116             | Daniel Teklehaimanot (ERI)      | 48e             |
| 117             | Jacobus Venter (RSA)            | 96e             |

| Wanty-Groupe Gobert WGG | Wanty-Groupe Gobert WGG  | Wanty-Groupe Gobert WGG |
| ----------------------- | ------------------------ | ----------------------- |
| Num                     | Coureur                  | Pos                     |
| 121                     | Grégory Habeaux (BEL)    | 66e                     |
| 122                     | Thomas Degand (BEL)      | 7e                      |
| 123                     | Francis De Greef (BEL)   | 17e                     |
| 124                     | Roy Jans (BEL)           | AB-5                    |
| 125                     | Kevin Seeldraeyers (BEL) | AB-5                    |
| 126                     | Nico Sijmens (BEL)       | 78e                     |
| 127                     | Kévin Van Melsen (BEL)   | 62e                     |

| Novo Nordisk TNN | Novo Nordisk TNN           | Novo Nordisk TNN |
| ---------------- | -------------------------- | ---------------- |
| Num              | Coureur                    | Pos              |
| 131              | Javier Mejías (ESP)        | 28e              |
| 132              | David Lozano (ESP)         | 70e              |
| 133              | Joonas Henttala (FIN)      | AB-1             |
| 134              | Andrea Peron (ITA)         | AB-5             |
| 135              | Martijn Verschoor (NED)    | 111e             |
| 136              | Kevin De Mesmaeker (BEL)   | 88e              |
| 137              | Christopher Williams (AUS) | AB-5             |

| Etixx ETI | Etixx ETI               | Etixx ETI |
| --------- | ----------------------- | --------- |
| Num       | Coureur                 | Pos       |
| 141       | Álvaro Cuadros (ESP)    | AB-1      |
| 142       | Łukasz Wiśniowski (POL) | 36e       |
| 143       | Alexis Guérin (FRA)     | 107e      |
| 144       | Daniel Hoelgaard (NOR)  | 109e      |
| 145       | Markus Hoelgaard (NOR)  | 68e       |
| 146       | Tim Kerkhof (NED)       | NP-5      |
| 147       | Samuel Spokes (AUS)     | 86e       |

| ActiveJet AJT | ActiveJet AJT              | ActiveJet AJT |
| ------------- | -------------------------- | ------------- |
| Num           | Coureur                    | Pos           |
| 151           | Jesús Ezquerra (ESP)       | 93e           |
| 152           | Mario González Salas (ESP) | 74e           |
| 153           | Paweł Brylowski (POL)      | 73e           |
| 154           | Arkadiusz Owsian (POL)     | 53e           |
| 155           | Paweł Franczak (POL)       | 79e           |
| 156           | Emanuel Piaskowy (POL)     | 54e           |
| 157           | Michał Podlaski (POL)      | 51e           |

| Rabobank Development RDB | Rabobank Development RDB | Rabobank Development RDB |
| ------------------------ | ------------------------ | ------------------------ |
| Num                      | Coureur                  | Pos                      |
| 161                      | Merijn Korevaar (NED)    | AB-5                     |
| 162                      | Emiel Dolfsma (NED)      | 105e                     |
| 163                      | Piotr Havik (NED)        | AB-5                     |
| 164                      | Lennard Hofstede (NED)   | 85e                      |
| 165                      | Bert-Jan Lindeman (NED)  | 16e                      |
| 166                      | Ivar Slik (NED)          | 75e                      |
| 167                      | Martijn Tusveld (NED)    | 76e                      |

| Euskadi EUK | Euskadi EUK              | Euskadi EUK |
| ----------- | ------------------------ | ----------- |
| Num         | Coureur                  | Pos         |
| 171         | Pablo Lechuga (ESP)      | 67e         |
| 172         | Illart Zuazubiskar (ESP) | 114e        |
| 173         | Carlos Barbero (ESP)     | 95e         |
| 174         | Jon Larrinaga (ESP)      | 87e         |
| 175         | Miguel Mínguez (ESP)     | 24e         |
| 176         | Haritz Orbe (ESP)        | 102e        |
| 177         | Beñat Txoperena (ESP)    | 82e         |

| Ecuador ECU | Ecuador ECU             | Ecuador ECU |
| ----------- | ----------------------- | ----------- |
| Num         | Coureur                 | Pos         |
| 181         | Byron Guamá (ECU)       | 43e         |
| 182         | José Ragonessi (ECU)    | AB-1        |
| 183         | Segundo Navarrete (ECU) | 90e         |
| 184         | Jaume Rovira (ESP)      | AB-1        |
| 185         | Jordi Simón (ESP)       | 104e        |
| 186         | Pablo Hidalgo (ECU)     | 115e        |
| 187         | Isaac Carbonell (ESP)   | AB-1        |